# Kajmanka dravá
Kajmanka dravá (Chelydra serpentina) je vodní želva, která obývá mělká sladkovodní jezera a rybníky v Severní Americe. Výrazně se odlišuje od známých druhů malých želv. Je robustně stavěná, má strach vzbuzující drápy a hákovité čelisti, které jsou tak silné, že mohou prokousnout i lidskou ruku. Kajmanky dosahují celkové délky až 80 cm (krunýř 40 cm) a váhy až 25 kg. V zajetí se dožívají stejně jako v přírodě okolo 30 let (nejdéle žijící zaznamenaný jedinec v zajetí se dožil 47 let).

## Způsob života
Kajmanky dravé tráví většinu času pod vodou. Leží na dně mělkých sladkovodních jezer, rybníků či pomalu tekoucích řek. Ve vodě se pohybují pomalu. Na zemi jsou těžkopádné a neohrabané.
V chladném povětří severní části území jejího výskytu přezimují pod vodou, ovšem i pod zamrzlou hladinou vody zůstávají často značně aktivní. Kajmanky dravé jsou na zemi velmi agresivní, zejména když se cítí ohroženy. V nebezpečí se prudce vrhají na útočníka, jejich hákovité čelisti jsou přitom přímo hrozivě rozevřeny. Mají velkou hlavu s ostrými čelistmi, silné nohy s mohutnými drápy a plovacími blánami mezi prsty.

## Rozmnožování
Páření probíhá zpravidla ve vodě a to tak, že menší samečci vylézají na samičky. Samička v průběhu léta naklade do jamky, kterou si sama vyhrabala v břehu, až dvacet čtyři vajec.
Vývoj trvá zpravidla dva až tři měsíce. Z vajec, která byla nakladena na konci léta, se mláďata líhnou nejčastěji až příští jaro při návratu teplého počasí. Mláďata mají mnohem světlejší zbarvení než dospělí jedinci.
Ihned po vylíhnutí se mláďata škrábou do vody, kde jsou v prvním roce svého života dobře skryta. Rychle rostou a jejich krunýř je ve věku jednoho roku obvykle dlouhý patnáct centimetrů.

## Potrava a lov
Kajmanka dravá loví každé zvíře, na které si vzhledem k jeho velikosti troufne. Loví ryby, žáby, mloky, vodní hady, mláďata aligátorů, mláďata ptáků, a dokonce i savce, kteří žijí ve vodě. Pokud kajmanka spatří ve vodě živou rybu, zůstává nehybná, ale bystře sleduje každý pohyb kořisti.
Větší zvířata zachycuje svými čelistmi a trhá je předními drápy na kusy. Kořist pohltí celou. Kajmanky dravé jsou také mrchožrouti: sežerou zdechlinu prakticky jakékoli velikosti, kterou stáhnou pod vodu.
Mláďata kajmanky dravé se živí mladými rybami, pulci, garnáty a vodním hmyzem.

## Zajímavosti
Dříve byly kajmanky využívány k hledání těl obětí nehod, vražd nebo sebevražd v jezerech. Jako mrchožrout totiž kajmanka nepohrdne ani lidským masem.
Na mnoha místech v Thajsku jsou kajmankám natírány krunýře zlatem a jsou drženy v posvátných chrámech.